# Casa de Paço de Nespereira
Casa Burguesa do Minho, cujo primeiro morgado foi D. Pedro Vaz Cardoso, 1º senhor do Morgado de Nespereira, filho de D. Luís Vaz Cardoso, 7º senhor da Honra de Cardoso. O Morgadio de Nespereira, depois elevado a honra de Viscondado, foi uma das casas nobres mais proeminentes do Minho cujos ramos se ligam a outras grandes Casas.
Na descendência do Morgadio de Nespereira encontram-se:

## Morgados de Nespereira
1. Pedro Vaz Cardoso I, 1º Morgado de Nespereira (1450–?)
2. Lopo Afonso de Andrade, 2º Morgado de Nespereira (1475–?)
3. Pedro Cardoso do Amaral II, 3º Morgado de Nespereira (1510-?)
4. Brás Cardoso do Amaral, 4º Morgado de Nespereira (?-?)
5. Pedro Cardoso de Menezes III, 5º Morgado de Nespereira (?-?)
6. Pedro Cardoso de Menezes IV, 6º Morgado de Nespereira (?-?)
7. Manuel da Silva de Menezes, 7º Morgado de Nespereira (1570-?)
8. António Cardoso de Menezes Barreto I, 8º Morgado de Nespereira (1640-?)
9. Pedro Cardoso de Menezes Barreto V, 9º Morgado de Nespereira
10. António Cardoso de Menezes Barreto II, 10º senhor do Morgado de Nespereira (1665-?)
11. Pedro Bernardino José Cardoso de Menezes Barreto VI, 11º senhor do Morgado de Nespereira (?-1793)
12. Francisco Cardoso de Menezes Barreto, 12º senhor do Morgado de Nespereira (?-1812)
13. Pedro Cardoso de Menezes Barreto VII, 13º Morgado de Nespereira
14. Fortunato Cardoso do Amaral de Meneses e Barreto, 14º do Morgado de Nespereira (1787-1829)
15. Gaspar Lobo de Sousa Machado, 15º Senhor do Morgado de Nespereira
16. João Lobo Machado Cardoso do Amaral de Menezes I, 16º Morgado de Nespereira
17. Gaspar Lobo Machado do Amaral Cardoso de Menezes, 17º Morgado de Nespereira

## Viscondes de Paço de Nespereira
1. Gaspar Lobo de Sousa Machado e Couros, 1º visconde de Paço de Nespereira, 9º senhor do Morgado de Santão, 6º senhor do Palácio dos Lobo Machado (1842-1820)
2. João Lobo Machado Cardoso do Amaral de Menezes, 2º visconde de Paço de Nespereira, 19º senhor do Morgado de Nespereira (1867-1919)
3. Gaspar Lobo Machado do Amaral Cardoso de Menezes, 3º visconde de Paço de Nespereira, 20º senhor do Morgado de Nespereira, 9º senhor da Palácio dos Biscainhos (1891-1963)